# Alltid vackert väder
Alltid vackert väder (engelska: It's Always Fair Weather) är en amerikansk musikalfilm från 1955 i regi av Stanley Donen och Gene Kelly. I huvudrollerna ses Kelly, Dan Dailey, Cyd Charisse, Dolores Gray och Michael Kidd.

## Rollista i urval
- Gene Kelly - Ted Riley
- Dan Dailey - Doug Hallerton
- Cyd Charisse - Jackie Leighton
- Dolores Gray - Madeline Bradville
- Michael Kidd - Angie Valentine
- David Burns - Tim
- Jay C. Flippen - Charles Z. Culloran
- Steve Mitchell - Kid Mariacchi
- Hal March - Rocky Heldon
- Paul Maxey - Mr. Fielding
- Peter Leeds - Mr. Trasker
- Alex Gerry - Mr. Stamper
- Madge Blake - Mrs. Stamper
- Wilson Wood - Roy, tv-regissör
- Richard Simmons - Mr. Grigman